# Lorenzo Colombo
Lorenzo Colombo (sinh ngày 08/03/2002) là một cầu thủ bóng đá người Italia, chơi ở vị trí tiền đạo. Mùa giải 2020-2021 Colombo chơi cho câu lạc bộ AC Milan.

## Câu lạc bộ
Colombo là sản phẩm của lò đào tạo trẻ của AC Milan. Từ năm 2020, anh được đôn lên đội 1.

## Đội tuyển quốc gia
Colombo đã từng chơi cho các đội truyển trẻ U-17, U-19 Italia.

## Thống kê sự nghiệp
| Club         | Season       | League       | League | League | Cup  | Cup   | Continental | Continental | Other | Other | Total | Total |
| Club         | Season       | Division     | Apps   | Goals  | Apps | Goals | Apps        | Goals       | Apps  | Goals | Apps  | Goals |
| ------------ | ------------ | ------------ | ------ | ------ | ---- | ----- | ----------- | ----------- | ----- | ----- | ----- | ----- |
| Milan        | 2019–20      | Serie A      | 1      | 0      | 1    | 0     | 0           | 0           | —     | —     | 2     | 0     |
| Milan        | 2020–21      | Serie A      | 1      | 0      | 0    | 0     | 2           | 1           | —     | —     | 3     | 1     |
| Career total | Career total | Career total | 2      | 0      | 1    | 0     | 2           | 1           | 0     | 0     | 5     | 1     |